# Парк Еліта
Парк Еліта — парк-пам'ятка садово-паркового мистецтва місцевого значення. Об'єкт розташований на території Мелітопольського району Запорізької області, Терпінівська сільська рада.
Площа — 5 га, статус отриманий у 1984 році.